# Piedade (São Paulo)
Pour les articles homonymes, voir Piedade.
Piedade est une municipalité de l'État de São Paulo au Brésil.
Elle est située dans la Microrégion de Piedade dans la Mésorégion macro métropolitaine de l'État de São Paulo.